# نيكيتا ميخائيلوفسكي
نيكيتا ألكساندروفيتش ميخائيلوفسكي (بالروسية: Никита Александрович Михайловский؛ من مواليد 10 سبتمبر 2000) هو لاعب كرة سلة روسي محترف يلعب لصالح نادي سسكا موسكو التابع لدوري في تي بي يونايتد. في 8 مايو 2019، تم اختيار ميخائيلوفسكي أفضل لاعب شاب في دوري في تي بي يونايتد كأفضل لاعب في الدوري تحت سن 22 عامًا.
في يناير 2020، تم ضم ميخائيلوفسكي إلى الفريق الموسع للمنتخب الروسي للمباريات تصفيات المؤهلة إلى بطولة أوروبا لكرة السلة 2022.